# أوريانا أندروز
أوريانا أندروز (بالإنجليزية: Orianna Andrews)‏ (1834-1883) طبيبة أمريكية كانت واحدة من أوائل النساء في أمريكا اللائي حصلن على شهادة طبية. عملت كطبيبة في الجيش الكونفدرالي خلال الحرب الأهلية الأمريكية. 